# サイモン・ダルトワ
サイモン・ダルトワ（Simon d'Artois、1992年1月26日 - ）は、カナダ・ブリティッシュコロンビア州出身のフリースキーヤー。Winter X Gamesのハーフパイプ種目で1つのゴールドメダルを獲得。カナダのハーフパイプナショナルチーム所属。

## 生い立ち
カナダのブリティッシュコロンビア州西部のリゾート都市であるウィスラー生まれ。2013年のU.S. Grand Prixではハーフパイプの地面に頭と肩を激しく打ち、ウィスラー近郊の病院にヘリで搬送された。

## 趣味
サーフィン・山登り・キャンプ・自転車・チェス

## 成績
2015年1月にAspenで開催されたWinter X Games XIXでは、スーパーパイプでゴールドメダルを獲得。
- X Games Aspen 2015  SKI SuperPipe  1位
- X Games Aspen 2014  SKI SuperPipe  14位

## その他
好きな食べ物は寿司。

## スポンサー
- Faction Skis
- Ripcurl Outerwear
- Giro
- SAXX Underwear
- Nibz Bandanaz
- sick stickz
- TMC Proshop
- Skull Candy